# Teorema de Radon–Nikodym
En matemáticas y particularmente en teoría de la medida, el teorema de Radon–Nikodym establece condiciones bajo las cuales se pueden generar medidas con signo absolutamente continuas respecto a una medida dada.
El teorema está asociado a los nombres de Johann Radon, que lo probó en 1913 para el caso particular en que el espacio subyacente es R'N, y Otto M. Nikodym, que lo extendió al caso general en 1930.

## Formulación
Dado un espacio medible {\displaystyle (X,\Sigma )}, una medida {\displaystyle \sigma }-finita {\displaystyle \mu :\Sigma \to \mathbb {R} } y una medida con signo {\displaystyle \sigma }-finita {\displaystyle \nu :\Sigma \to \mathbb {R} } absolutamente continua con respecto a {\displaystyle \mu }, entonces existe una función medible {\displaystyle f} sobre {\displaystyle (X,\Sigma )} que satisface:
{\displaystyle \nu (A)=\int _{A}f\,d\mu }, para todo {\displaystyle A\in \Sigma }.
Además, si {\displaystyle g} es otra función medible en {\displaystyle (X,\Sigma )} tal que
{\displaystyle \nu (A)=\int _{A}g\,d\mu }, para todo {\displaystyle A\in \Sigma }
entonces {\displaystyle f=g} {\displaystyle \mu }-casi siempre.

## Derivada de Radon–Nikodym
Dadas las condiciones antes mencionadas, a la función {\displaystyle f} que satisface
{\displaystyle \nu (A)=\int _{A}f\,d\mu }
para todo {\displaystyle A\in \Sigma } se la llama derivada de Radon-Nykodym de {\displaystyle \nu } con respecto a {\displaystyle \mu } y suele representarse mediante {\displaystyle \textstyle f={{d\nu } \over {d\mu }}}. Dicha notación refleja el hecho de que esta función desempeña un papel análogo al de la derivada en el cálculo.

## Propiedades
Las demostraciones de las siguientes propiedades se pueden encontrar en.
- Sean ν, μ y λ medidas σ-finitas en el mismo espacio medible. Si ν ≪ λ y μ ≪ λ (ν y μ son ambas absolutamente continuas con respecto a λ), entonces

```
 

  

    

      

        

          

            

              
d

              
(

              
ν

              
+

              
μ

              
)

            

            

              
d

              
λ

            

          

        

        
=

        

          

            

              
d

              
ν

            

            

              
d

              
λ

            

          

        

        
+

        

          

            

              
d

              
μ

            

            

              
d

              
λ

            

          

        

        

        
λ

        

          
-casi en todas partes

        

        
.

      

    

    
{\displaystyle {\frac {d(\nu +\mu )}{d\lambda }}={\frac {d\nu }{d\lambda }}+{\frac {d\mu }{d\lambda }}\quad \lambda {\text{-casi en todas partes}}.}

  

```

- Si ν ≪ μ ≪ λ, entonces

```
 

  

    

      

        

          

            

              
d

              
ν

            

            

              
d

              
λ

            

          

        

        
=

        

          

            

              
d

              
ν

            

            

              
d

              
μ

            

          

        

        

          

            

              
d

              
μ

            

            

              
d

              
λ

            

          

        

        

        
λ

        

          
-casi en todas partes

        

        
.

      

    

    
{\displaystyle {\frac {d\nu }{d\lambda }}={\frac {d\nu }{d\mu }}{\frac {d\mu }{d\lambda }}\quad \lambda {\text{-casi en todas partes}}.}

  

```

- En particular, si μ ≪ ν y ν ≪ μ, entonces

```
 

  

    

      

        

          

            

              
d

              
μ

            

            

              
d

              
ν

            

          

        

        
=

        

          

            
(

            

              

                

                  
d

                  
ν

                

                

                  
d

                  
μ

                

              

            

            
)

          

          

            
−

            
1

          

        

        

        
ν

        

          
-casi en todas partes

        

        
.

      

    

    
{\displaystyle {\frac {d\mu }{d\nu }}=\left({\frac {d\nu }{d\mu }}\right)^{-1}\quad \nu {\text{-casi en todas partes}}.}

  

```

- Si μ ≪ λ y g es una función μ-integrable, entonces

```
 

  

    

      

        

          
∫

          

            
X

          

        

        
g

        

        
d

        
μ

        
=

        

          
∫

          

            
X

          

        

        
g

        

          

            

              
d

              
μ

            

            

              
d

              
λ

            

          

        

        

        
d

        
λ

        
.

      

    

    
{\displaystyle \int _{X}g\,d\mu =\int _{X}g{\frac {d\mu }{d\lambda }}\,d\lambda .}

  

```

- Si ν es una medida con signo finita (también llamada carga) o una medida compleja, entonces

```
 

  

    

      

        

          

            

              
d

              

                
|

              

              
ν

              

                
|

              

            

            

              
d

              
μ

            

          

        

        
=

        

          
|

          

            

              

                
d

                
ν

              

              

                
d

                
μ

              

            

          

          
|

        

        
.

      

    

    
{\displaystyle {d|\nu | \over d\mu }=\left|{d\nu  \over d\mu }\right|.}

  

```